# Ma non è una malattia (album)
Ma non è una malattia è un album del cantautore italiano Gianfranco Manfredi uscito nel 1976 per l'etichetta discografica indipendente Ultima Spiaggia.

## Tracce
Lato A
1. Ma non è una malattia, (Gianfranco Manfredi, Ricky Gianco)
2. Agenda '68, (G. Manfredi, Giuliano Illiani, R. Gianco)
3. Nonsipà, (G. Manfredi, R. Gianco)
4. Quarto Oggiaro Story , (G. Manfredi, G. Illiani, R. Gianco)
5. No More Masoch , (G. Manfredi, G. Illiani, R. Gianco)

Lato B
1. Puoi sentirmi?, (G. Manfredi, R. Gianco)
2. Io clandestino, (G. Manfredi, R. Gianco)
3. Ma chi ha detto che non c'è?, (G. Manfredi, R. Gianco)
4. Il mostro è uscito dal mare, (G. Manfredi, G. Illiani, R. Gianco)